# フェイドードー
フェイドードー(fais do-do)は、アメリカ合衆国ルイジアナ州のケイジャン音楽のダンス・パーティーのこと。ケイジャン・フランス語（ケイジャンの話すフランス語方言）で、「子供を寝かしつける」の意（転じて「おやすみなさい」という意味でも使用される）。かつてケイジャンたちは、夜になると「フェイドードーの時間ですよ（"it's fais do-do time"）」と言って子供たちを寝かしつけ、ダンス・パーティーで夜通し踊り明かした。このことからダンス・パーティーがこの名で呼ばれるようになった。
"fais"はフランス語の動詞で「〜させる」に当たり、また"do-do"はフランス語の幼児語で、「眠る」を意味する動詞「ドルミ」（"dormir"）を短縮したものと言われている。
今日では、主にルイジアナ州のアケイディアナの音楽フェスティバル、レストランなどでフェイドードーの伝統が息づいている。恒例のニューオーリンズ・ジャズ&ヘリテッジ・フェスティバルでは、ケイジャン、ザディコをフィーチャーしたステージを「フェイドードー・ステージ」と名づけており、連日ステージ前では聴衆によるケイジャン・ダンスが展開される。